# Cetonia roelofsi
Cetonia roelofsi är en skalbaggsart som beskrevs av Edgar von Harold 1880. Cetonia roelofsi ingår i släktet Cetonia och familjen Cetoniidae.

## Underarter
Arten delas in i följande underarter:
- C. r. gotoana
- C. r. iijimai